# Maubec (Isère)
Maubec ist eine französische Gemeinde mit 1.920 Einwohnern (Stand: 1. Januar 2022) im Département Isère in der Region Auvergne-Rhône-Alpes. Siec gehört zum Arrondissement La Tour-du-Pin und zum Kanton L’Isle-d’Abeau. 

## Geografie
Die Gemeinde Maubec liegt etwa 40 Kilometer südöstlich von Lyon. Umgeben wird Maubec von den Nachbargemeinden Domarin im Nordwesten und Norden, Bourgoin-Jallieu im Norden, Meyrié im Osten, Les Éparres im Südosten, Saint-Agnin-sur-Bion im Süden, Crachier im Südwesten sowie Chèzeneuve im Westen.

## Bevölkerungsentwicklung
| Jahr                       | 1962 | 1968 | 1975 | 1982 | 1990 | 1999 | 2006 | 2012 | 2021 |
| Einwohner                  | 667  | 761  | 806  | 981  | 1275 | 1367 | 1532 | 1671 | 1909 |
| Quellen: Cassini und INSEE |      |      |      |      |      |      |      |      |      |

## Sehenswürdigkeiten

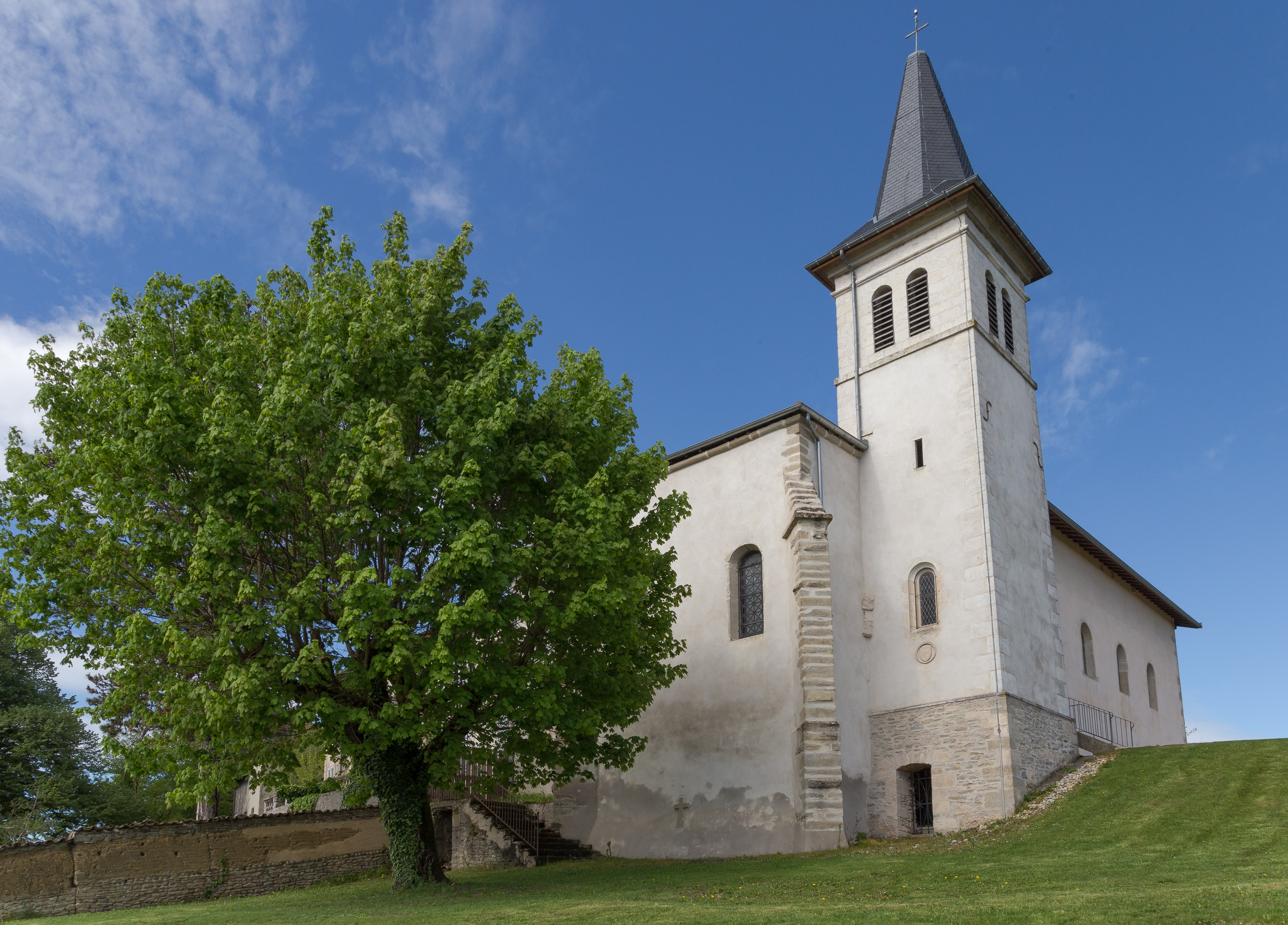
Kirche Saint-Bonaventure-de-Paternos
- Burgruine
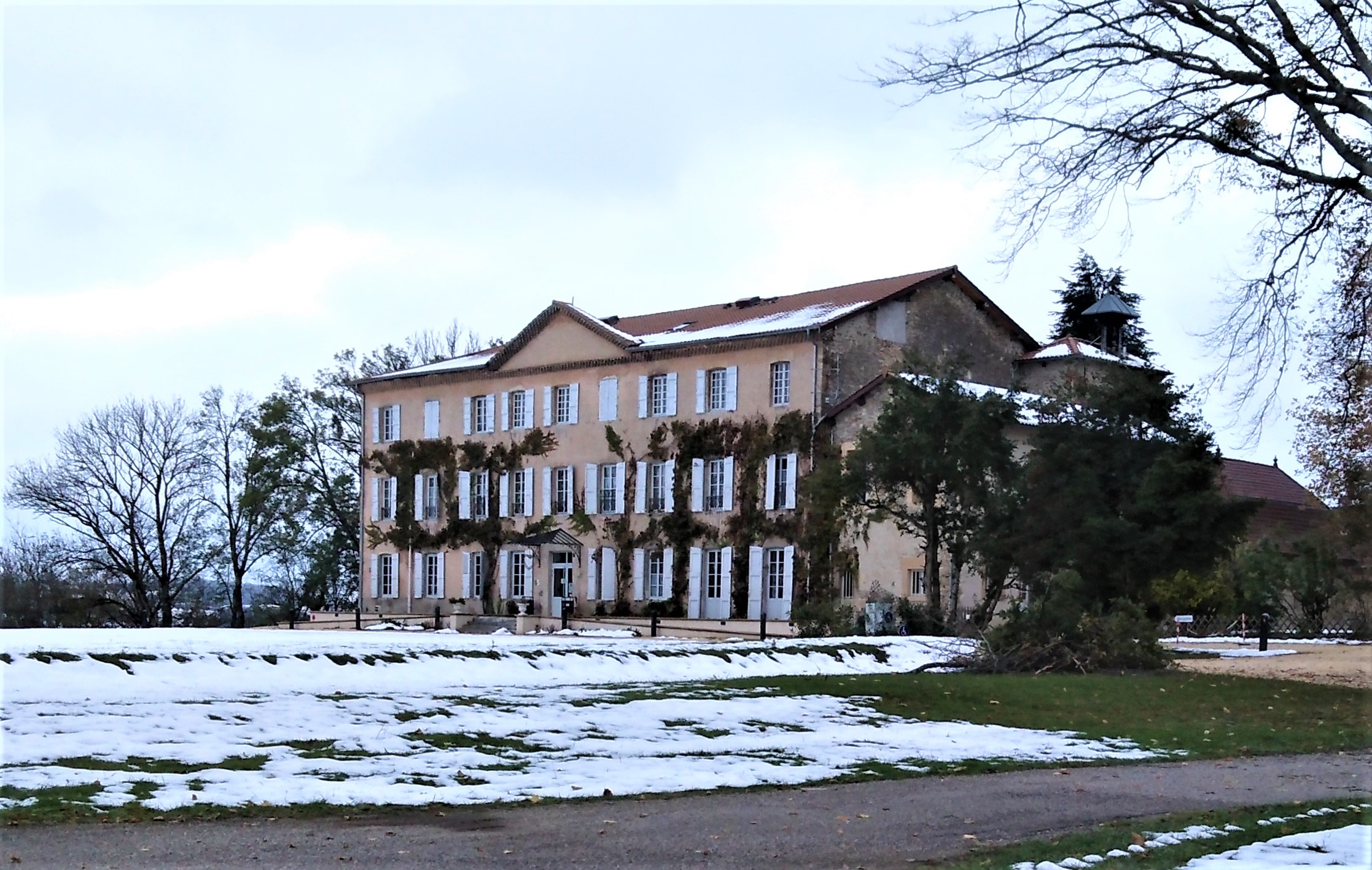
Schloss Césargues
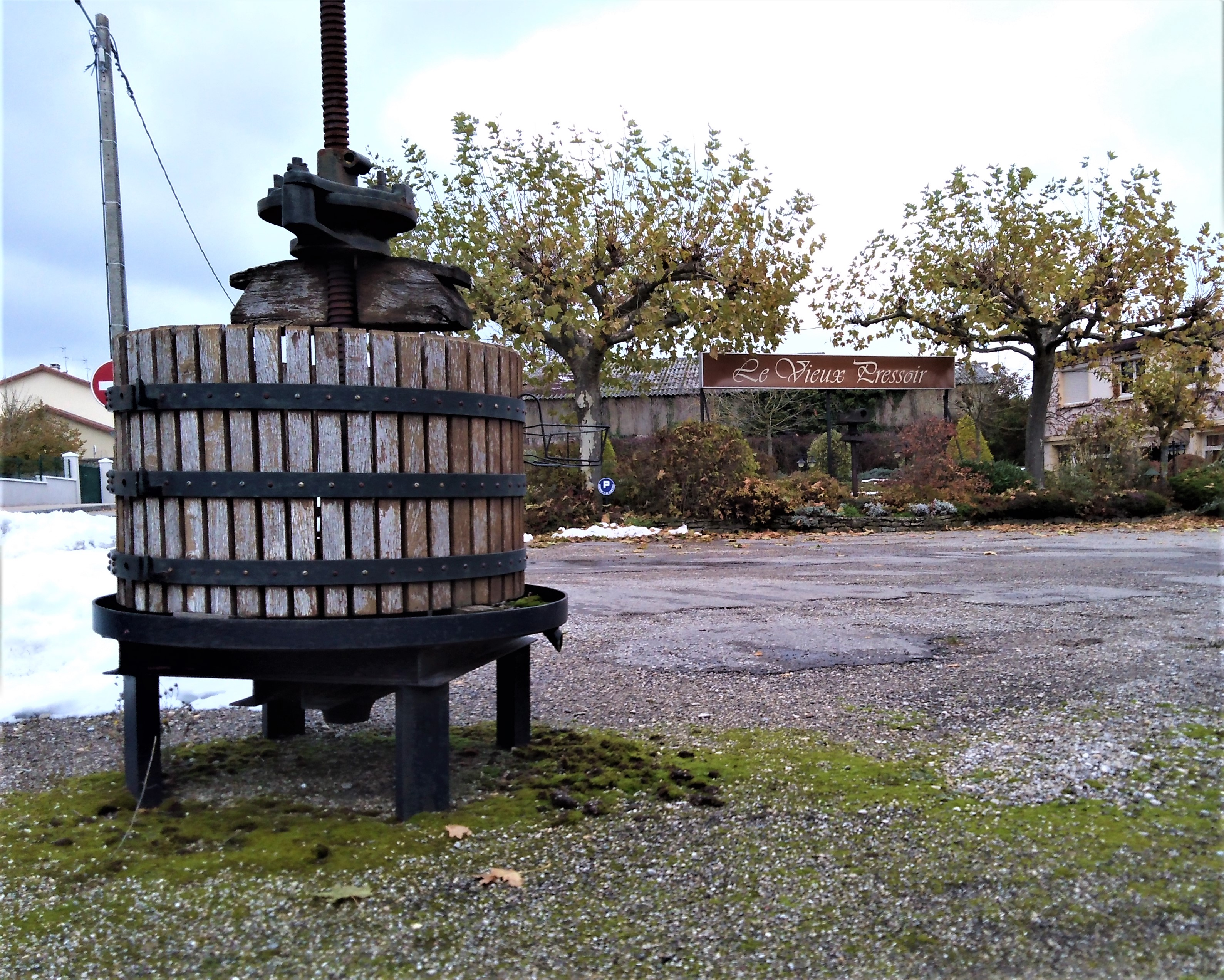
Alte Weinpresse (Le Vieux Pressoir)
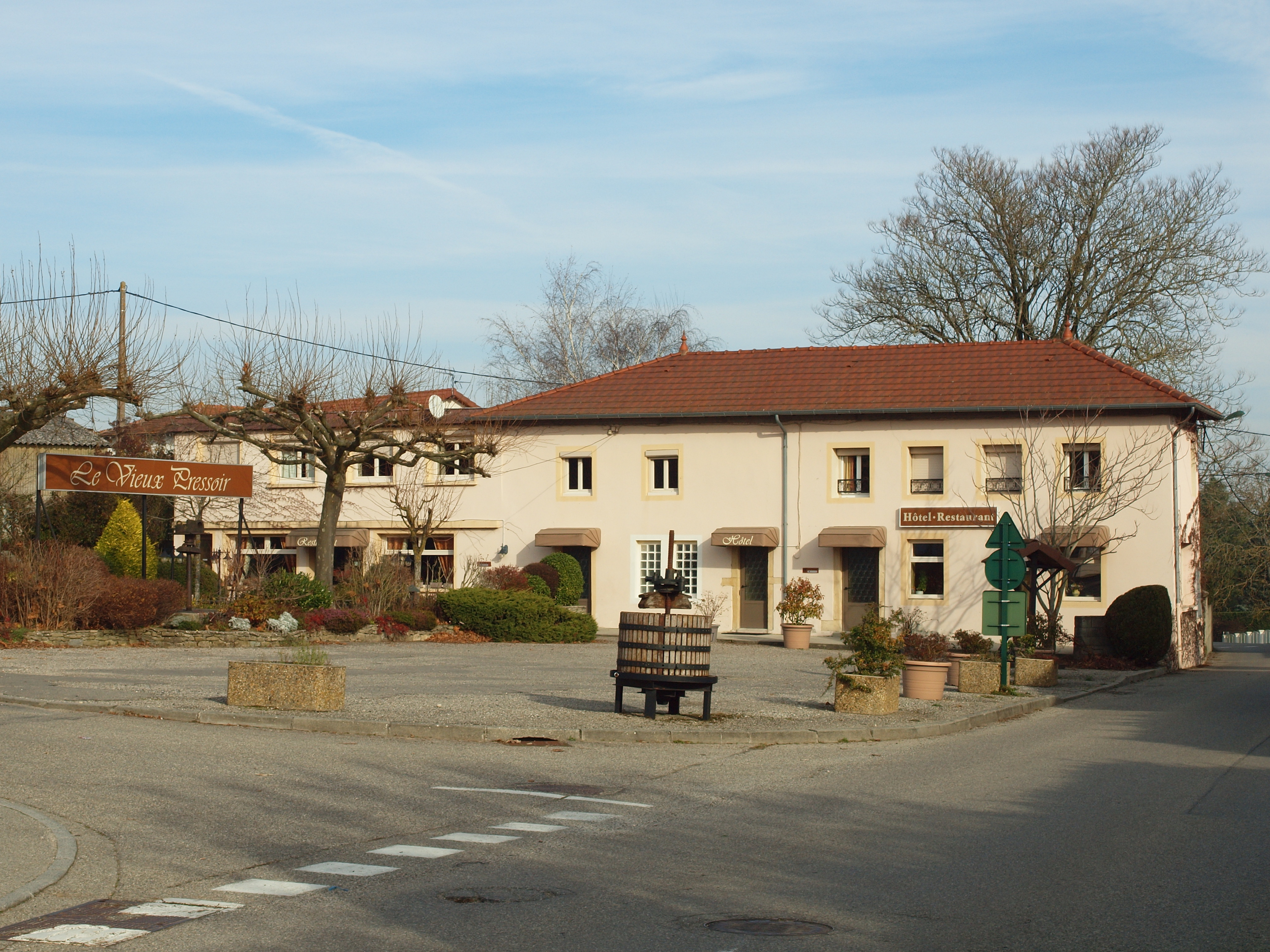
Hotel und Restaurant „Le Vieux Pressoir“
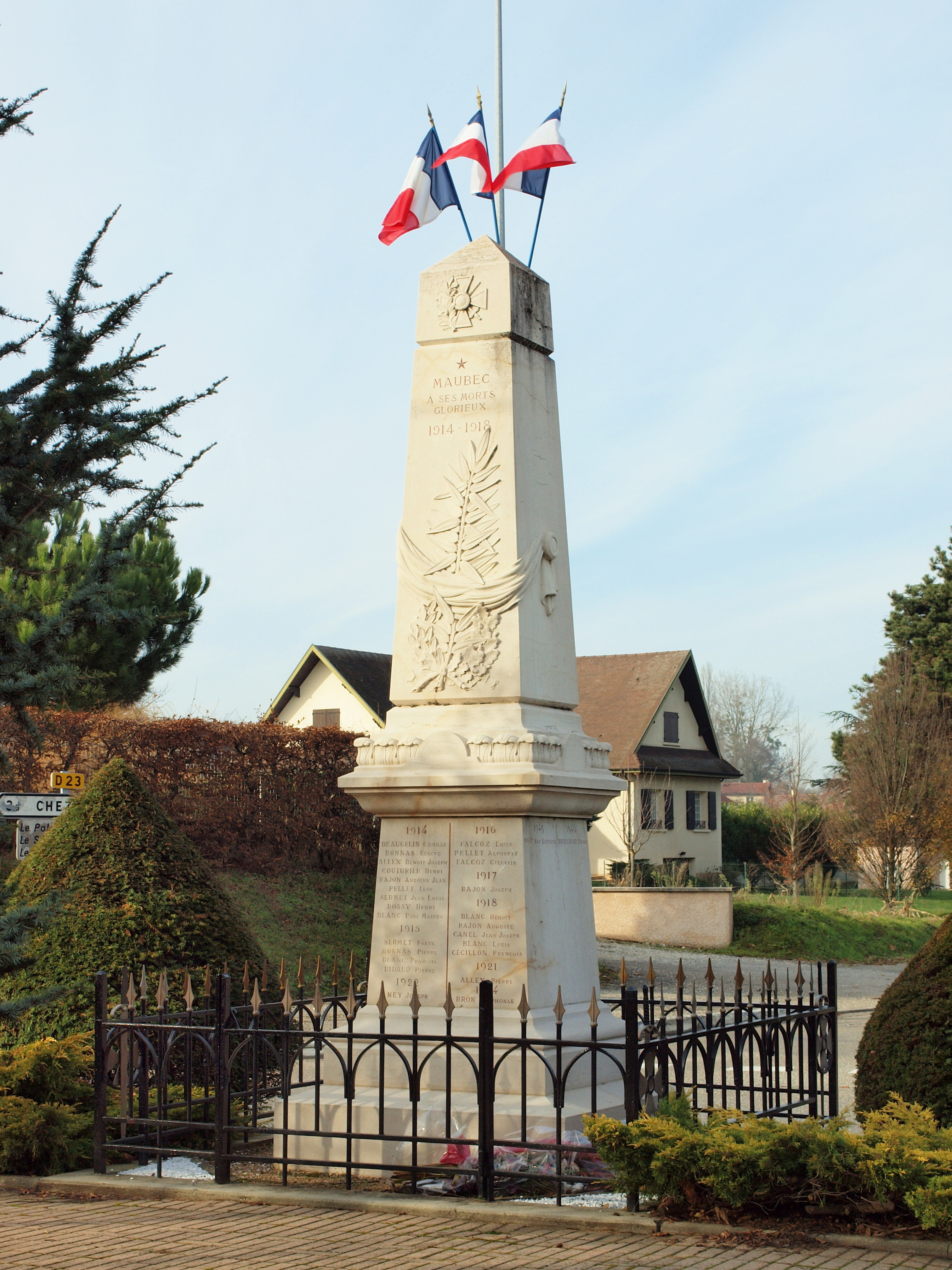
Gefallenendenkmal

- Kirche Saint-Bonaventure-de-Paternos
- Schloss Césargues
- Alte Weinpresse (Le Vieux Pressoir)
- Hotel und Restaurant „Le Vieux Pressoir“
- Gefallenendenkmal

## Gemeindepartnerschaft
Mit der österreichischen Gemeinde Zwischenwasser in Vorarlberg besteht seit 1998 eine Partnerschaft.